# خویشاوندی

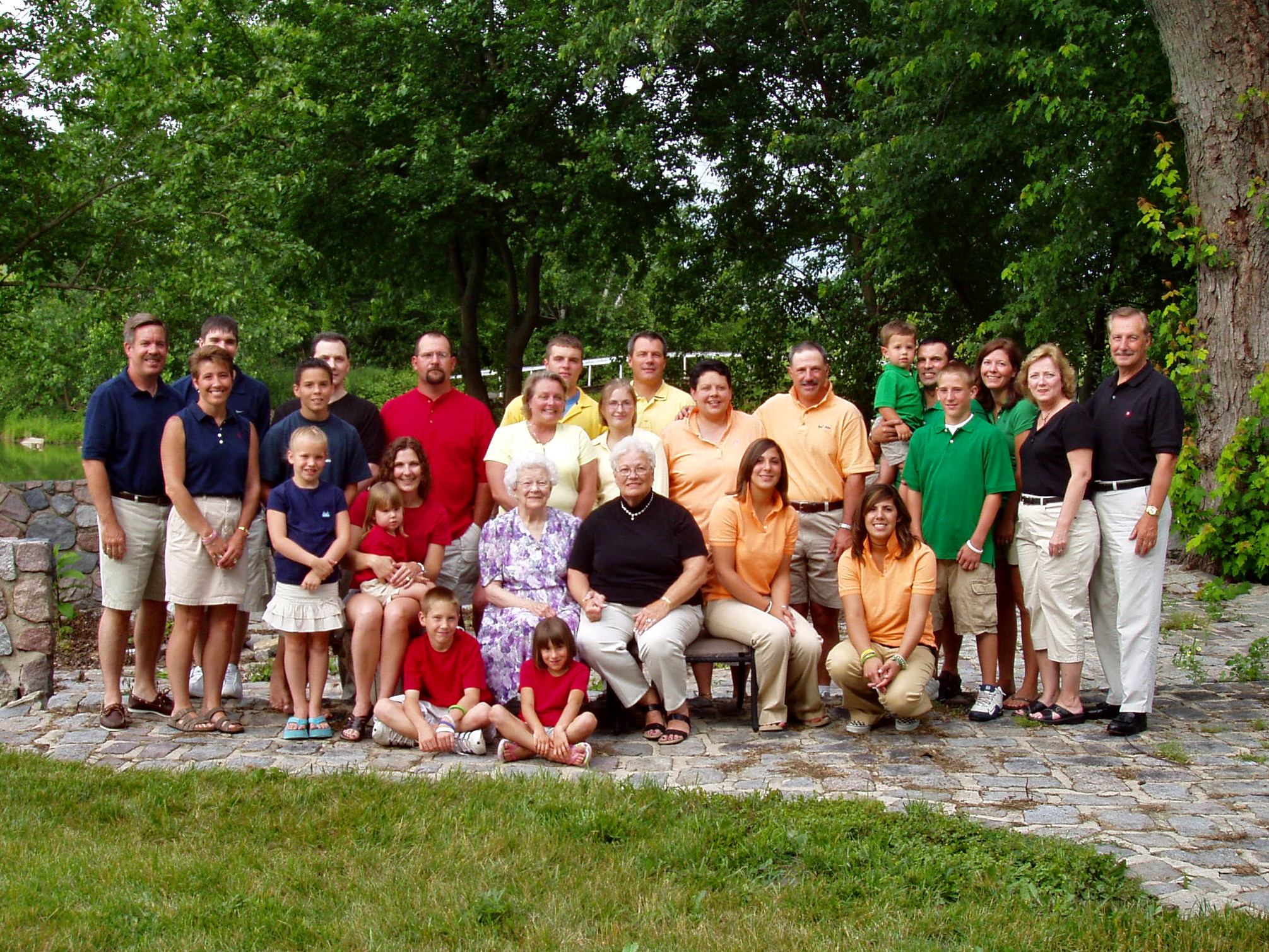
دسته‌ای از خویشاوندان (یک خانواده آمریکایی از تبار آلمانی/دانمارکی)

در جوامع انسانی به پیوندهای ژنتیکی (خونی) یا سَبَبی (از راه ازدواج بستگان دیگر)، یا بر اساس تعلق به گروهی خاص و قبول پایگاه اجتماعی خاص خویشاوندی می‌گویند.
رابطهٔ خویشاوندی، رابطهٔ تنها زیستی یا بیولوژیکی نیست، بلکه بر اساس روابط اجتماعی و قوانین شرعی و عرفی تعریف و تعیین می‌شود. نمی‌توان گفت خویشاوندی مجموعه‌ای با ساختار مشخص و معین برای تمام فرهنگ‌هاست. روابط دیگری نیز به جز رابطه خونی برای خویشاوندی وجود دارد مانند خویشاوندی توتمی. از سوی دیگر، نمی‌توان خویشاوندی را به یک گروه صرف تقلیل داد. خویشاوندی مجموعهٔ پیچیده‌ای از روابط زیستی و اجتماعی ست.
خانواده، گروهی خویشاوند است. ازدواج یا اتحاد مدنی رسمی‌ساز پیوندهای خانوادگی است.
خانواده هسته‌ای، خانواده‌ای است که در آن یک زوج متأهل با فرزندان خود یا کودکانی که به فرزندی پذیرفته‌اند زندگی می‌کنند. هر گاه خویشاوندانی غیر از یک زوج متأهل و فرزند آن‌ها در همان خانواده زندگی کرده، یا دارای روابط پیوسته و نزدیک با آن‌ها باشند، خانواده گسترده به‌وجود می‌آید.
به مادر و پدر دگرجنسگرا یا دو مادر یا دو پدر همجنسگرا و فرزندان آن‌ها نیز خانواده می‌گویند.

## نام‌گذاری خویشاوندان در فارسی

نمودار خویشاوندی؛ که البته همه خویشاوندان -به‌ویژه محارم ناتنی و رضاعی- در این نمودار وجود ندارند.

نظام نام‌گذاری خویشاوندان در فارسی، بر پایهٔ «نظام توصیفی» است، که با زبان‌های عربی، چینی، ترکی و بلغاری مشترک است. در این نظام نام‌گذاری، هم مذکر/مؤنث بودن لحاظ شده‌است، هم تفاوت بین خویشاوندان پدری و مادری، و هم تفاوت بین نسل‌ها.
در بیان رابطهٔ بین خویشاوندان، معمولاً کسرهٔ اضافهٔ بین دو کلمه حذف می‌شود؛ که آن را «فک اضافه» می‌نامند. برای نمونه به‌جای «پسرِ عمو» یا «زنِ دایی»، از «پسرْعمو» و «زنْ‌دایی» استفاده می‌شود.
خویشاوندان نَسَبی (خونی)
خویشاوندی نسبی عبارت است از خویشاوندی که از تولد یکی از دیگری حاصل شود یا دو نفر که از یک منشأ به وجود آمده باشند. خویشاوندی نسبی شامل موارد زیر می‌شود:
- خویشاوندان درجه یک:والدین (مادر، پدر)، فرزند (پسر، دختر)، هم‌نیا (خواهر، برادر)
- خویشاوندان درجه دو
  - خویشاوندان عمودی (تباری) که شامل: جد یا نیا که والدینِ والدین هستند. (پدربزرگ: پدرِ والدین، مادربزرگ: مادرِ پدر، مادرِ مادر)، فرجد (جد اعلی): والدین جد، والدین پدربزرگ یا مادربزرگ، جدِّ والدین، نوه (فرزندِ فرزند)، نواده یا نتیجه (فرزند نوه، نوهٔ فرزند)، نبیره: فرزند نتیجه، نتیجهٔ فرزند، نوهٔ نوه، ندیده (نبینه): فرزند نبیره، نوه نتیجه، نتیجهٔ نوه
  - برادر و خواهر والدین (عمو: برادرِ پدر، دایی: برادرِ مادر، عمه: خواهر پدر، خاله: خواهر مادر)
  - فرزندِ برادر/خواهر (برادرزاده: پسر برادر، دختر برادر، خواهرزاده: پسر خواهر، دختر خواهر)
  - فرزندِ برادرِ/خواهرِ والدین (عموزاده: پسرعمو، دخترعمو، عمه‌زاده: پسرعمه، دخترعمه، دایی‌زاده: پسردایی، دختردایی، خاله‌زاده: پسرخاله، دخترخاله)

خویشان سببی (همسری)
خویشاوندی‌ای که ناشی از ازدواج باشد را سببی (یا همسری) می‌گویند.
- خُسُر: پدرزن یا پدرشوهر
- خُشو: مادرزن یا مادرشوهر
- پدرِ همسر: پدرزن، پدرشوهر (پدرشوی)
- مادرِ همسر: مادرزن، مادرشوهر (مادرشوی)
- داماد: شوهرِ دختر، شوهر خواهر
- عروس: زنِ پسر، زن برادر
- برادرِ/خواهرِ همسر (برادرزن، خواهرزن، برادرشوهر، خواهرشوهر)
- همسر خواهر/برادرِ همسر (باجناغ/باجناغ/هم‌ریش: شوهر خواهرزن، جاری: زن برادرشوهر)
- فرزند برادر/خواهر همسر
- همسرِ شوهر: ناشی از چندهمسری (چندزنی و چند شوهری) یا طلاق - (هوو: هم‌شوی، زنِ دیگر شوهری که هم‌زمان بیش از یک زن دارد)
- با توجه به توضیحات بالا از آنجایی که همسر سببی می‌باشد جز خویشاوندان درجه یک محسوب نمی‌شود.

خویشاوندان ناتنی
- نامادری: زن‌پدر، زن‌بابا
- ناپدری: شوهرِ [جدیدِ] مادر، شوهرننه
- نافرزندی (فرزند همسر از ازدواج قبلی/دیگرش) شامل: ناپسری (پسر ناتنی، پسرِ همسر، پسرِ زن، پسرِ شوهر، ربیب) و نادختری (دختر ناتنی، دخترِ همسر، دخترِ زن، دخترِ شوهر، ربیبه)
- فرزندِ ناپدری یا نامادری. شامل: نابرادری (برادر ناتنی؛ کسی که تنها از سوی پدر یا مادر برادر است، ناخواهری (خواهر ناتنی)، برادر پدری (برادر اَبی، برادر صُلبی: پسری که از یک پدر است و از یک مادر نیست)، برادر مادری (برادر اُمّی، برادر بَطنی: پسری که از یک مادر است و از یک پدر نیست). توضیح: خواهر یا برادری را که از یک پدر و مادر است، خواهر یا برادر تنی یا اَبَوینی (والدینی، پدری و مادری) گویند.

خویشاوندی شیری (رضاعی)

خویشاوندی‌ای که از طریق رضاع (شیر دادن با رعایت جهات شرعی) حاصل می‌شود.
خویشاوندی از طریق فرزندخواندگی

پدرخوانده کسی است که فرزندی بیگانه را به سرپرستی پذیرفته‌است. برای رعایت محرمیت شرعی، این کار معمولاً با رضاع توسط یکی از خویشان نزدیک، یا متعه (صیغه محرمیت) با یکی از نزدیکان همراه می‌باشد.

## انتقاد از مفهوم خویشاوندی
یکی از شدیدترین انتقادات به حوزهٔ مطالعات خویشاوندی داشتن نگاه قوم مداری و اروپا مداری و در نهایت تکامل گرایی به پدیدهٔ خویشاوندی است. منتقدین اظهار می‌دارند که خویشاوندی در قالب چنین نگاهی تنها ملاک خویشاوندی را رابطهٔ خونی می‌دانند، از این رو کلیهٔ روابطی چون روابط نسبی و سببی و خونی و برادری و خواهری، همگی در چارچوب رابطهٔ خونی در نظر گرفته شده‌است. در حالی که روابط دیگری نیز وجود دارد. روابطی نظیر:
- پیوند خویشاوندی توتمی: خویشاوندی توتمی یکی از انواع الگوهای روابط خویشاوندی است. بر اساس یافته‌های میدانی انسان شناسان، برخی جوامع که توتم دارند، توتم را جد مشترک خود قلمداد می‌کنند؛ بنابراین، چنین جوامعی یک نیای مشترک توتمی دارند. این نیای مشترک می‌تواند، حیوان یا گیاه باشد. داشتن جد مشترک، کلیهٔ اعضای گروه را با یکدیگر همخون می‌کند؛ به همین علت برخی جوامع برون همسر هستند.[۲]
- فرزندان «نامشروع» : فرزندان به اصطلاح «نامشروع» گرچه رابطهٔ خونی یا رابطهٔ نسبی با پدر و مادر خود دارند؛ اما در برخی فرهنگ‌ها، از نظر شرع و اخلاق اجتماعی و قوانین عرفی و حتی قوانین مدنی وضع شده، به رسمیت شناخته نمی‌شوند. حال آنکه در برخی فرهنگ‌های دیگر به رسمیت شناخته می‌شوند و میان آن‌ها و فرزندان «مشروع» تفاوتی از نظر حقوقی و پذیرفته شدن در جامعه وجود ندارد. حتی در برخی فرهنگ‌ها به آن‌ها ارج زیادی نیز می‌گذارند؛ بنا بر اظهارات «کریستین بارتلمه» شرق‌شناس و پژوهشگر آلمانی- در کتاب زن در دوران ساسانیان، فرزندان نامشروع را در آن دوران «پیک خدایان» می‌نامیده‌اند، چنین فرزندانی از حق و حقوق یکسانی با فرزندان دیگر برخوردار بوده‌اند، در رابطه با جوامع اروپایی نیز می‌توان به نمونه فرانسه اشاره نمود، که در حال حاضر اصطلاح فرزندان «نامشروع» از نظر قانونی پذیرفته نیست و قوانین مدنی جدیدی وضع شده‌است.[۲]
- فرزندخواندگی: در برخی فرهنگ‌های دیگر، فرزندخوانده، یعنی کسی که هیچ‌گونه پیوند خونی یا زیستی با پدر و مادر خود ندارد، به‌طور مشروط و حتی نامشروط و تمام و کمال وارد کادر روابط خویشاوندی رسمی و پذیرفته شده می‌شود. نتیجه این که، قوانین اجتماعی و عرفی و شرعی و مدنی در بسیاری از موارد بر قوانین زیستی و طبیعی خویشاوندی چیرگی پیدا می‌کنند.[۲]
- فرزندان حاصل از ازدواج میان دو زن: همچنین می‌توان از فرزندانی که حاصل ازدواج میان دو زن یا ازدواج میان زن با ارواح هستند، سخن گفت؛ چنین ازدواجی میان قبایل «نویر» ها در سودان وجود دارد، به هر حال بر طبق سنت‌های عرفی، حاصل چنین ازدواجی فرزندان پسری هستند، که از مزایای حقوق جامعه خود کاملاً برخوردارند.
- فرزندان متعلق به زوج همجنس‌گرا: ازدواج همجنس‌گرایان (ازدواج‌هایی میان زن و زن و نیز میان مرد و مرد) به صورت کاملاً قانونی، در اروپا و نیز بعضی ایالت‌های آمریکا صورت می‌گیرد. این گونه خانواده‌ها تحت شرایطی اجازه می‌یابند فرزندانی را به فرزندی بپذیرند. چنین فرزندانی، در این گونه خانواده‌ها از کلیهٔ حقوق مدنی برخوردارند. (سرپرستی فرزند توسط همجنس‌گرایان) (Cooper,Baba,1987 و Suzanne,1991 و Crawford,Sally,1987)[۲]

بنابراین رابطهٔ خویشاوندی، رابطهٔ تنها زیستی یا بیولوژیکی نیست، بلکه بر اساس روابط اجتماعی و قوانین شرعی و عرفی تعریف و تعیین می‌شود. نتیجه آن که نمی‌توان گفت، خویشاوندی مجموعه‌ای با ساختار مشخص و معین برای تمام فرهنگ‌هاست. از سوی دیگر، نمی‌توان خویشاوندی را به یک گروه اجتماعی صرف تقلیل داد. خویشاوندی مجموعهٔ پیچیده‌ای از روابط زیستی و اجتماعی ست.

## در تاریخ
علم الانساب (تبارشناسی) یعنی شناخت روابط نَسَبی و خویشاوندی بین افراد؛ و به کسی که دارای این علم بود، نسّابه می‌گفتند.

## یادکرد
1. ↑  اعزازی، ۱۳۸۵، ص۶۲
2. 1 2 3 4 5 6 7  انسان‌شناسی خانواده و خویشاوندی - تألیف منیژه مقصودی - نشر شیرازه - چاپ اول 1386 – ص 129-133
3. ↑  فرهنگ پارسیمان، سرواژهٔ «نِسبَتِ سَبَبی».
4. ↑  TABNAK، تابناک | (۱۳۹۲-۰۸-۲۴). «چگونه فرزندخوانده محرم می‌شود؟». fa. دریافت‌شده در ۲۰۲۱-۰۶-۰۵.
5. ↑  «منظور از «علم انساب» چیست؟ - گنجینه پاسخ ها». اسلام کوئست - مرجعی برای پاسخگویی به سوالات دینی، اعتقادی و شرعی. دریافت‌شده در ۲۰۲۱-۰۵-۱۴.